# 中共中央办公厅毛主席纪念堂管理局
中共中央办公厅毛主席纪念堂管理局，简称毛主席纪念堂管理局或毛管局，是中共中央办公厅下属的正司局级参照公务员法管理事业单位，负责毛主席纪念堂及毛泽东遗体的管理工作。

## 沿革
中共中央办公厅毛主席纪念堂管理局成立于1977年。设在北京市东城区前门东大街11号（即荷兰使馆旧址）。同在此院办公的还有国务院参事室与中央文史研究馆。

## 职责
毛主席纪念堂管理局负责“管理毛主席纪念堂，纪念毛主席光辉业绩。”具体履行的职能有：
1. 毛主席遗体保护；
2. 毛主席纪念堂场所管理与设施维护；
3. 瞻仰和纪念活动接待；
4. 老一代革命家业绩宣传；
5. 全国爱国主义教育基地职能履行[2]。

## 机构设置
内设机构
- 办公室[4]
- 行政处：工作包括基建项目建设及维修管理[1][4]
- 瞻仰接待处[1][4]
- 安检处[5]
- 服务处[5]
- 宣传教育处[1][4]
- 机电一处：工作包括计算机、网络、办公自动化等系统和设备的运行与维护[1]
- 机电二处：工作包括供热制冷设备运行及维护[1]
- 保卫处：工作包括消防、技防、安全保卫[1][4]
- 卫生保护室：直接从事遗体保护工作的专门机构，负责对毛泽东尸体及至少一具试验用替身尸体的处理，以及相关机电技术等工作[1]

## 历任领导
| 局长 - 曾绍东（1977年—1982年） - 徐 静（1982年12月13日—1993年5月） - 李升堂（？—？，负责人） - 李正杰（？—？，负责人） - 李升堂（1993年—？） - 樊士晋（？—？） - 陈瑞萍（2006年3月—2014年12月） - 解津伟（2014年12月—） 副局长 - 徐静（？—1982年） - 耿福东（？—？） …… - 孙向东（？—？，兼机关党委书记） - 宋重冰（？—？，兼机关党委书记） - 许宏（？—？） - 李东亮（？—？） - 尹树田（？—？） - 晋卫东（？—？） - 王鸿运（？—？） - 邝宏志（？—？） | 机关党委书记 …… - 侯成威（？—？） …… - 孙向东（？—？，副局长兼） - 宋重冰（？—？，副局长兼） |